# Линколн (Илиноис)
Линколн (енгл. Lincoln) град је у америчкој савезној држави Илиноис. По попису становништва из 2010. у њему је живело 14.504 становника.

## Демографија
Према попису становништва из 2010. у граду је живело 14.504 становника, што је 865 (5,6%) становника мање него 2000. године.
| Група             | 2000.          | 2010.          |
| Белци             | 14.466 (94,1%) | 13.262 (91,4%) |
| Афроамериканци    | 434 (2,8%)     | 551 (3,8%)     |
| Азијати           | 137 (0,9%)     | 118 (0,8%)     |
| Хиспаноамериканци | 183 (1,2%)     | 336 (2,3%)     |
| Укупно            | 15.369         | 14.504         |